# القاسم المطرز
أبو بكر القاسم بن زكريا بن يحيى البغدادي، المعروف بالمطرز (220 هـ-305 هـ)، من أئمة الحديث وهو ثقة حافظ، كان ثقة مأمونًا، صنف المسند والأبواب، وتصدر للإقراء.

## روايته للحديث النبوي
- حدث عن: سويد بن سعيد، ومحمد بن الصباح الجرجرائي، وإسحاق بن موسى الأنصاري، وأبي همام الوليد بن شجاع، وأبي كريب، والحسن بن الصباح البزار، وعباد بن يعقوب الرواجني، وطبقتهم.
- حدث عنه: أبو بكر الجعابي، وعبد العزيز بن جعفر الخرقي، ومحمد بن المظفر، وأبو حفص الزيات، وعدد كثير.[3]

## ثناء العلماء عليه
- قال أبو الحسين بن المنادي: «كان من أهل الحديث والصدق والمكثرين في تصنيف المسند والأبواب والرجال».
- قال ابن حجر العسقلاني: «حافظ ثقة».
- قال الخطيب البغدادي: «ثقة ثبت».
- قال الدارقطني: «مصنف مقرئ نبيل».
- قال الذهبي: «ثقة حجة إمام».
- قال مسلمة بن القاسم الأندلسي: «مشهور فاضل».[1]